# Comunitat de comunes de la Regió de Molsheim-Mutzig
La Comunitat de comunes de la Regió de Molsheim-Mutzig (oficialment: Communauté de communes de la Région de Molsheim-Mutzig) és una Comunitat de comunes del departament del Baix Rin, a la regió del Gran Est.
Creada al 1998, està formada 18 municipis i la seu es troba a Molsheim.

## Municipis
1. Altorf
2. Avolsheim
3. Dachstein
4. Dinsheim-sur-Bruche
5. Dorlisheim
6. Duppigheim
7. Duttlenheim
8. Ergersheim
9. Ernolsheim-Bruche
10. Gresswiller
11. Heiligenberg
12. Molsheim
13. Mutzig
14. Niederhaslach
15. Oberhaslach
16. Soultz-les-Bains
17. Still
18. Wolxheim